# ساز (کرمانشاه)
ده سار نام روستایی در دهستان پشت دربند بخش مرکزی شهرستان کرمانشاه در استان کرمانشاه است. طبق سرشماری سال ۱۳۸۵ جمعیت این روستا ۲۰۶ نفر در ۴۴ خانوار است.